# Ву Ху
Ву Ху (кин: 五胡; пин: Wǔ Hú; досл. 'Пет владара') био је кинески израз за пет некинеских номадских племена која су покренула Ву Ху устанак и установила Шеснаест краљевстава од 304. до 439. године
Кинеска ријеч „Ву” (五) значи „пет” и „Ху” (胡) које је веома често кинеско презиме и обично значи „бркови” или „брада”, али „Ву Ху” се вјероватно односи на матерње језике којима су ове етничке групе говориле. У томе је слична изразу „варвар” који се користи у европским језицима. У почетки је ријеч „Ху” била истовјетна ријечи „Хуну”, а касније се почела користи заједно са бројем „Ву” (пет) или „Џу” (бројни). Сам израз Ву Ху — односно „Пет Хуа” је први пут кориштен у „Прољећним и јесеним аналима Шеснаест краљевстава” (501—522), који је описао историју пет племена која су пустошила сјеверну Кину од почетка 4. до средине 5. вијека. Под њима се углавном подразумијевају: Хуну (匈奴), Сјанби (鮮卑), Ди (氐), Ћанг (羌) и Ји (羯), иако различити историчари имају различите дефиниције.